# Saint-Jean-de-Soudain
Saint-Jean-de-Soudain és un municipi francès situat al departament de la Isèra i a la regió d'Alvèrnia-Roine-Alps. L'any 2007 tenia 1.349 habitants.

## Demografia

### Població
El 2007 la població de fet de Saint-Jean-de-Soudain era de 1.349 persones. Hi havia 498 famílies de les quals 102 eren unipersonals (51 homes vivint sols i 51 dones vivint soles), 143 parelles sense fills, 194 parelles amb fills i 59 famílies monoparentals amb fills.
La població ha evolucionat segons el següent gràfic:
Habitants censats

### Habitatges
El 2007 hi havia 550 habitatges, 506 eren l'habitatge principal de la família, 19 eren segones residències i 25 estaven desocupats. 484 eren cases i 65 eren apartaments. Dels 506 habitatges principals, 405 estaven ocupats pels seus propietaris, 91 estaven llogats i ocupats pels llogaters i 9 estaven cedits a títol gratuït; 5 tenien una cambra, 13 en tenien dues, 59 en tenien tres, 147 en tenien quatre i 281 en tenien cinc o més. 434 habitatges disposaven pel capbaix d'una plaça de pàrquing. A 205 habitatges hi havia un automòbil i a 271 n'hi havia dos o més.

### Piràmide de població
La piràmide de població per edats i sexe el 2009 era:
| Homes | Edats   | Dones |
| ----- | ------- | ----- |
| 0     | 95 o +  | 4     |
| 0     | 90 a 94 | 0     |
| 8     | 85 a 89 | 12    |
| 8     | 80 a 84 | 0     |
| 20    | 75 a 79 | 24    |
| 4     | 70 a 74 | 24    |
| 20    | 65 a 69 | 8     |
| 28    | 60 a 64 | 20    |
| 32    | 55 a 59 | 40    |
| 40    | 50 a 54 | 32    |
| 48    | 45 a 49 | 36    |
| 36    | 40 a 44 | 44    |
| 48    | 35 a 39 | 44    |
| 20    | 30 a 34 | 32    |
| 24    | 25 a 29 | 12    |
| 32    | 20 a 24 | 16    |
| 24    | 15 a 19 | 40    |
| 44    | 10 a 14 | 36    |
| 28    | 5 a 9   | 20    |
| 40    | 0 a 4   | 20    |

## Economia
El 2007 la població en edat de treballar era de 869 persones, 648 eren actives i 221 eren inactives. De les 648 persones actives 597 estaven ocupades (331 homes i 266 dones) i 51 estaven aturades (18 homes i 33 dones). De les 221 persones inactives 70 estaven jubilades, 83 estaven estudiant i 68 estaven classificades com a «altres inactius».

### Ingressos
El 2009 a Saint-Jean-de-Soudain hi havia 525 unitats fiscals que integraven 1.421,5 persones, la mediana anual d'ingressos fiscals per persona era de 18.525 €.

### Activitats econòmiques
Dels 136 establiments que hi havia el 2007, 1 era d'una empresa extractiva, 4 d'empreses alimentàries, 3 d'empreses de fabricació de material elèctric, 2 d'empreses de fabricació d'elements pel transport, 16 d'empreses de fabricació d'altres productes industrials, 19 d'empreses de construcció, 37 d'empreses de comerç i reparació d'automòbils, 4 d'empreses de transport, 5 d'empreses d'hostatgeria i restauració, 6 d'empreses financeres, 10 d'empreses immobiliàries, 25 d'empreses de serveis, 3 d'entitats de l'administració pública i 1 d'una empresa classificada com a «altres activitats de serveis».
Dels 31 establiments de servei als particulars que hi havia el 2009, 6 eren tallers de reparació d'automòbils i de material agrícola, 1 taller d'inspecció tècnica de vehicles, 1 establiment de lloguer de cotxes, 3 paletes, 3 guixaires pintors, 5 fusteries, 3 lampisteries, 1 electricista, 4 restaurants i 4 agències immobiliàries.
Dels 12 establiments comercials que hi havia el 2009, 2 eren supermercats, 3 grans superfícies de material de bricolatge, 1 una fleca, 1 una carnisseria, 1 una botiga de congelats, 1 una llibreria, 1 una botiga d'electrodomèstics i 2 floristeries.
L'any 2000 a Saint-Jean-de-Soudain hi havia 17 explotacions agrícoles que ocupaven un total de 476 hectàrees.

## Equipaments sanitaris i escolars
El 2009 hi havia una escola elemental. Saint-Jean-de-Soudain disposava d'un col·legi d'educació secundària amb 677 alumnes.

## Poblacions més properes
El següent diagrama mostra les poblacions més properes.